# Tháp Thương mại Thế giới Vũ Hán

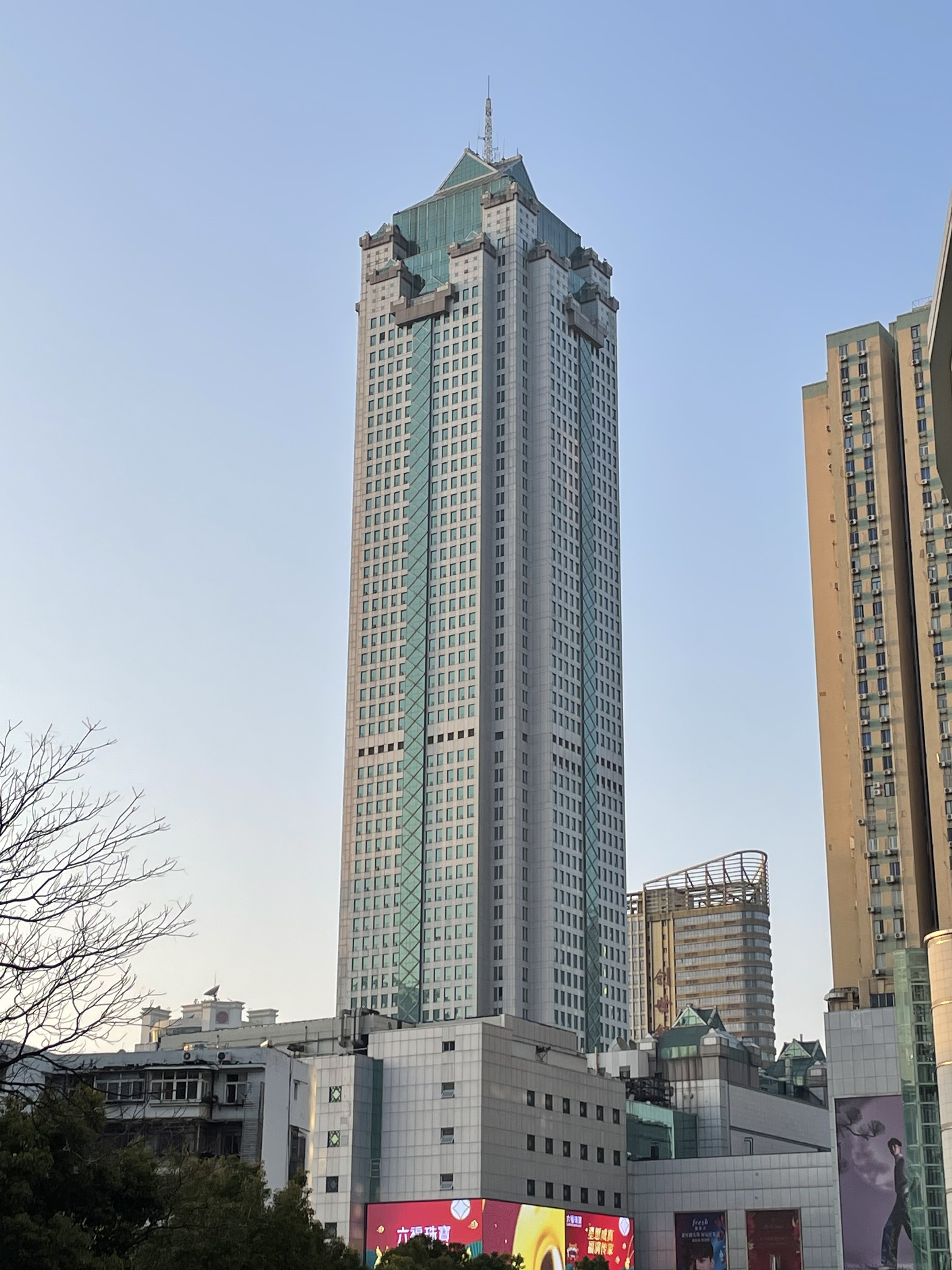

Tháp Thương mại Thế giới Vũ Hán là một tòa nhà cao tầng tại Vũ Hán, Hồ Bắc, Cộng hòa Nhân dân Trung Hoa. Tòa nhà này được xây xong năm 1998, cao 276 m, có 54 tầng. Đến năm 2008, đây là tòa nhà cao thứ 67 thế giới.
Đến thời điểm tháng 4 năm 2006, đây là tòa nhà cao nhất ở Vũ Hán, tuy nhiên cuối năm 2006, nó đã bị Minsheng Bank Building qua mặt về chiều cao.